# Яніс Тімма
Яніс Тімма (латис. Jānis Timma; 2 липня 1992, Краслава, Латвія — 17 грудня 2024, Москва, Росія) — латвійський баскетболіст, який грав на позиції легкого форварда. На драфті НБА 2013 був обраний у другому раунді під загальним 60-м номером командою «Мемфіс Ґріззліс».

## Особисте життя
Колишня дружина — латвійська модель Сана Оша (Страднієце), одружилися через шість років стосунків, 2016 року. 25 червня 2018 року у пари народився син Крістіан. У листопаді 2019 року подружжя розлучилося.
Влітку 2019 року стало відомо про зв'язок Тімми з співачкою Анною Сєдоковою. Весілля відбулося 6 вересня 2020 року. 9 грудня 2024 року пара розлучилася.

### Смерть
17 грудня 2024 року Тімма помер, за попередніми даними, покінчив життя самогубством у віці 32 років, це сталося у Москві за тиждень після розлучення з Сєдовковою. Вони прожили в шлюбі близько 4 років, постійно сварилися.

## Розслідування
3 січня 2025 року в Латвії почалося розслідування Тімми. Правоохоронні органи відкрили кримінальну справу, причиною стали заяви друга Тімми Марка Пугачова, який звинуватив його колишню дружину Анну Сєдокову в замовному вбивстві. Як заявив Пугачов, Сєдокова могла замовити вбивство Тімми через нерухомість..